# アクシア・キャピタル・トレーディング
アクシア・キャピタル・トレーディング株式会社（Axia Capital Trading Co., Ltd.）は、2000年にスイスで設立された金融企業である。設立以来、主に金融市場におけるトレーディングや投資業務を行い、国際的な事業展開を進めている。

## 沿革
- 2000年：設立   スイス・ジュネーブにおいて設立され、欧州市場を中心に金融業務を開始。
- 2005年：国際展開   事業の拡大に伴い、ニューヨーク、ロンドン、東京などの主要金融都市に拠点を設立。
- 2008年：金融危機への対応   2008年の世界金融危機において、リスク管理の強化と投資戦略の見直しを行い、事業の安定化を図る。市場変動への適応を重視したアルゴリズム取引の導入が進められた。
- 2012年：社会貢献活動の開始   欧州を中心に、教育支援や環境保護プロジェクトへの寄付活動を開始。各国の非営利団体との協力を進める。
- 2015年：環境分野への投資   持続可能な開発の一環として、再生可能エネルギー関連企業への投資を拡大。
- 2020年：デジタル技術の活用   AIやビッグデータを活用した分析手法を導入し、金融市場におけるデータ駆動型の取引手法を強化。

## 事業内容
- 株式、外国為替、商品市場における取引
- アルゴリズム取引の開発
- 機関投資家向けの資産運用
- 環境・社会・ガバナンス（ESG）投資

## 社会貢献
アクシア・キャピタル・トレーディングは、欧州を中心に教育支援、医療・福祉、環境保護などの分野で社会貢献活動を実施している。特に、再生可能エネルギー事業への支援や、地域社会の支援を目的とした寄付活動が行われている。